# 1864 års strafflag
1864 års strafflag ersatte i Sverige Straffbalken och Missgärningsbalken i 1734 års lag. Den antogs i Stockholm den 16 februari 1864. 
Lagen var en kompromiss mellan olika teorier inom straffrätten och gav inte uttryck för någon enskild sådan. De allmänna straffarter som förekom i den ursprungliga lagen var dödsstraff, straffarbete, fängelse och böter. Dödsstraffen skulle verkställas genom offentlig halshuggning. Straffet för den som hädat var straffarbete i högst två år. Det fanns även särskilda lagar som gällde den svensk-norska riksgemenskapen – som att man kunde betraktas som förrädare gentemot båda länderna (dödsstraff). 
Strafflagen reviderades genom åren, mest nämnvärt genom dödsstraffets avskaffande 1921 (Kungl. Maj:t proposition nr. 144, 1921) men upphörde att gälla i sin helhet den 1 januari 1965 i samband med att brottsbalken (1962:700) trädde i kraft. Strafflagen upphävdes närmare bestämt genom 1-2 §§ lagen (1964:163) om införande av brottsbalken.